# Grabenverbau
Als Grabenverbau werden bauliche Maßnahmen und Einrichtungen zur Abstützung und Sicherung von Graben-, Gruben- und Schachtwänden im Bereich von Aufgrabungen bezeichnet. Im Gegensatz zum Baugrubenverbau stützen sich die seitlichen Sicherungen gegenseitig ab. 
Verbauboxen bestehen aus zwei großformatigen Stahlplatten, die über Querstäbe gelenkig miteinander verbunden sind. Sie werden als Einheit in den Graben eingesetzt und dort durch das Anziehen von  Gewindespindel an den Querstäben gegen das Erdreich verspannt.
Aus Sicherheitserwägungen und aus Gründen des Arbeitsschutzes dürfen Gräben, Gruben und Schächte in der Regel bis maximal 1,25 m Tiefe senkrecht frei ausgeschachtet werden. Eine Überschreitung dieser Tiefe ist ohne weitergehende Sicherungsmaßnahmen nur bei entsprechenden Rahmenbedingungen, wie zum Beispiel standfestem Boden (Fels), möglich. Die Voraussetzungen dazu sind je nach Anwendung in der DIN 4124 oder DIN EN 1610 geregelt. Bei nicht standsicherem Boden oder der Überschreitung der Tiefe wird ein Verbau und/oder eine Abböschung der Seitenwände notwendig.
Je nach Anforderung kommen dabei verschiedene Verbauausführungen zum Einsatz. Differenziert wird nach waagerechtem und senkrechtem Verbau sowie unterschiedlichen Verbausystemen, die geprüft und zugelassen sein müssen.